# Tenämäjärvi
Tenämäjärvi är en sjö i Finland. Den ligger i kommunen Puolango i landskapet Kajanaland, i den centrala delen av landet, 600 km norr om huvudstaden Helsingfors. Tenämäjärvi ligger 147,9 meter över havet. Den ligger vid sjön Suolijärvi. Den är 17,5 meter djup. Arean är 1,18 kvadratkilometer och strandlinjen är 15,11 kilometer lång. Sjön  ingår i Ijo älvs huvudavrinningsområde. 